# 3605 Davy
3605 Davy (1932 WB) là một tiểu hành tinh vành đai chính được phát hiện ngày 28 tháng 11 năm 1932 bởi Delporte, E. ở Uccle. Tênd for Davy De Winter, son of the current administrator of the Đài thiên văn Hoàng gia Bỉ, Mrs Asselberghs. Tên proposed bởi G. Roland.